# Анна ван дер Брегген
Анна ван дер Брегген (нід. Anna van der Breggen, нар. 18 квітня 1990, Зволле, Нідерланди) — нідерландська велогонщиця, олімпійська чемпіонка та бронзова призерка Олімпійських ігор 2016 року.
У 2016 році вона стала олімпійською чемпіонкою з шосе в Ріо-де-Жанейро, Бразилія. Через три дні вона здобула бронзу в індивідуальній гонці на час. У 2018 році вона вперше стала чемпіонкою світу з шосе в Інсбруку, Австрія, після того, як у попередні роки виграла шість срібних і одну бронзову медаль у шосейній гонці, індивідуальній гонці та командній гонці на час. У 2020 році вона виграла «золото» як в індивідуальній гонці на час, так і в шосейній гонці на чемпіонаті світу в Імолі, Італія. Вона стала другою жінкою, яка досягла цього успіху, після Жанні Лонго в 1995 році.
Після завершення кар'єри в 2021 році Ван дер Брегген працює спортивним директором своєї останньої професійної команди — UCI Women's WorldTeam SD Worx.

## Кар'єра

### Ранні роки та аматорська кар'єра
Анна ван дер Брегген народилася у місті Зволле у родині велосипедистів. У неї є троє братів і сестра, які також колись займалися велоспортом. Вона почала їздити на велосипеді у віці семи років у місцевому клубі WV Noordwesthoek і стала більш серйозно займатися цим видом спорту в підлітковому віці. У 2007 році, у віці 17 років, вона була п'ятою на чемпіонаті світу серед юніорів з шосейної гонки в Агуаскальентесі, але їй було важко перейти до елітної категорії. Вона розглядала можливість залишити спорт після того, як постраждала в кінці пелотону під час Grote Prijs Gerrie Knetemann.

### 2012–2013: Професіонал

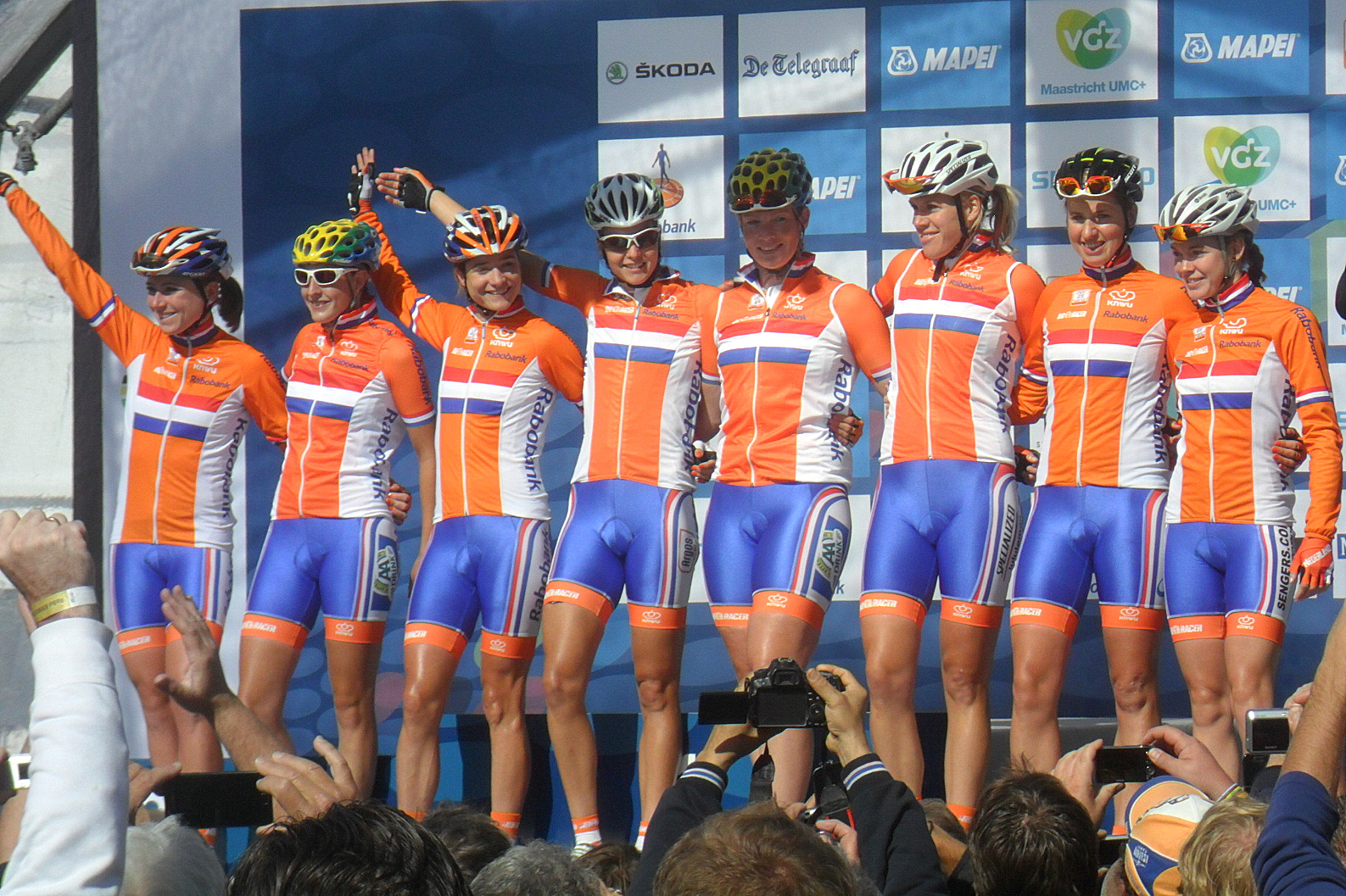
Ван дер Брегген (крайнія справа) зі збірною Нідерландів на чемпіонаті світу 2012 у Валкенбурзі.

Ван дер Брегген стала професійною велогонщицею у 2012 році в жіночій команді Sengers Ladies Cycling Team..У квітні вона зайняла дев'яте місце на Турі Фландрії, а в липні виграла Тур де Бретань Фемінін. Вона виграла три з чотирьох етапів і забезпечила собі перемогу в загальному заліку з відривом майже в три хвилини від Софі Де Вюст.  Вона також виграла гонку на час на Tour Féminin en Limousin, а також золоту медаль у жіночій гонці на час до 23 років на чемпіонаті Європи. В результаті вона була відібрана на чемпіонат світу 2012 року.  Виконуючи роль помічниці лідера своєї команди Маріанн Вос, вона зуміла сама фінішувати п'ятою в шосейній гонці.
У 2013 році вона присвятила себе закінченню навчання і провела спокійний сезон, головною подією якого стало четверте місце на Trofeo Alfredo Binda. Отримавши диплом  медсестри,  вона стала професійною велосипедисткою і влітку фінішувала 18-ю на «Джиро Роза» (Giro Rosa). Вона була відібрана для участі в чемпіонаті світу у Флоренції, де фінішувала четвертою в шосейній гонці. Під час підготовки до сезону 2014 року вона оголосила, що приєднається до команди Rabo-Liv.

### 2014: Успіх етапних перегонів
Перший сезон Ван дер Брегген у команді Rabo виявився дуже плідним. Вона відкрила рік, фінішувавши в топ-10 на Ronde van Drenthe, Trofeo Alfredo Binda та Tour of Flanders, і почала демонструвати свій потенціал в етапних перегонах протягом усього сезону. Вона здобула значні перемоги в загальному заліку жіночого Туру Норвегії та Гран-прі Ельсі Якобс у Люксембурзі, а також посіла друге місце в Турі Бельгії та треті місця в Emakumeen Euskal Bira та Giro Rosa, де п'єдестал пошани повністю складався з гонщиків Rabo-Liv.
Її сезон раптово закінчився, коли вона зламала таз на чемпіонаті світу з шосейних перегонів у Понферраді, Іспанія. Її напарниця по команді Аннемік ван Влейтен розбилася безпосередньо перед фінішем жіночої командної гонки на час після того, як зачепила  придорожні бар’єри та збила Ван дер Брегген та двох інших гонщиць. Ван дер Брегген зламала клубову кістку і була доставлена до лікарні.

### 2015: Перша перемога Giro Rosa

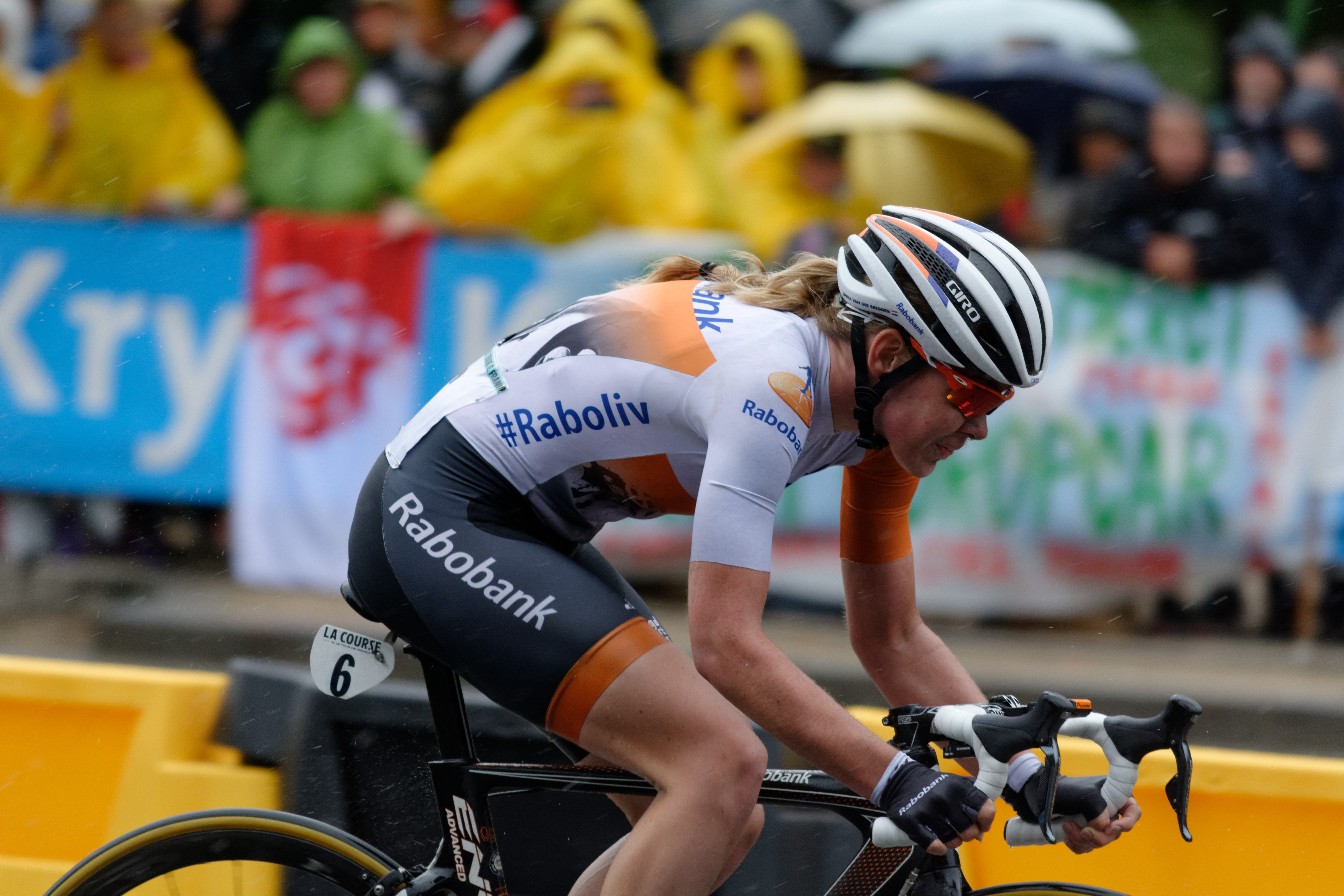
Ван дер Брегген сольно здобуває перемогу на другому La Course на Єлисейських полях у Парижі.

Вона відновилася після перелому тазу взимку 2015 року і виграла свою першу велику класичну гонку, Omloop Het Nieuwsblad, наприкінці лютого. Ван дер Брегген відірвалася від лідируючої групи разом з Еллен ван Дейк на трасі Моленберг,  30 кілометрів до фінішу. Вона обійшла своїх колег-голландців у спринті. Наступного тижня вона була другою в Le Samyn des Dames. У квітні вона виграла La Flèche Wallonne з атакою біля підніжжя Mur de Huy і записала на свій рахунок кілька позицій на подіумі в одноденних гонках. Вона знову підкреслила свій потенціал у багатоденних перегонах, вигравши загальну класифікацію на Гран-прі Елсі Джейкобс, яку вона очолювала від прологу до кінця перегонів.
У червні вона виграла бронзову медаль у жіночій шосейній гонці на перших Європейських іграх у Баку. Вона брала участь у відриві чотирьох жінок разом з Еллен ван Дейк, Катажиною Нєв'ядомою та Альоною Аміаліусік, коли через прискорення ван дер Брегген її подруга по команді ван Дейк зійшла з дистанції, і доля гонки вирішувалася у спринті втрьох. Ван дер Брегген лідирувала в спринті здалеку, але її обійшли Аміалюсік і Нєв'ядома. 
Свою найбільшу перемогу в кар'єрі ван дер Брегген здобула в липні, коли виграла генеральну класифікацію на Giro d'Italia Femminile, найважливішій етапній гонці в жіночому календарі і єдиному Гранд-турі для жінок. Вона фінішувала четвертою в пролозі та другою на другому етапі, після чого залишалася в трійці кращих аж до альпійських етапів. Ван дер Брегген посідала третю позицію в загальному заліку, поступаючись Меган Гарньє, володарці Maglia rosa, коли вона вийшла в лідери гонки в передостанній день після перемоги в індивідуальній гонці з роздільним стартом в Неббьюно. Вона виграла гонку на час, випередивши Гарньє більш ніж на одну хвилину, і забезпечила собі перемогу в загальному заліку, посівши друге місце на заключному етапі. Пізніше вона виграла другу гонку La Course від Le Tour de France на Єлисейських полях,  а також фінальний етап Туру Бельгії в Герардсбергені.
На чемпіонаті світу у вересні в Річмонді вона здобула срібні медалі в індивідуальній гонці на час та шосейній гонці.Вона фінішувала за дві секунди від Лінди Віллумсен у перегонах на час, а в шосейних перегонах її ледве випередила Ліззі Армітстед, яка почала спринт здалеку. Вона закінчила рік другою в Кубку світу UCI з шосейних велоперегонів, поступившись Армітстед, і була нагороджена трофеєм Герріта Шульте як найкраща голландська велогонщиця року.

### 2016: Олімпійська чемпіонка та чемпіон Європи

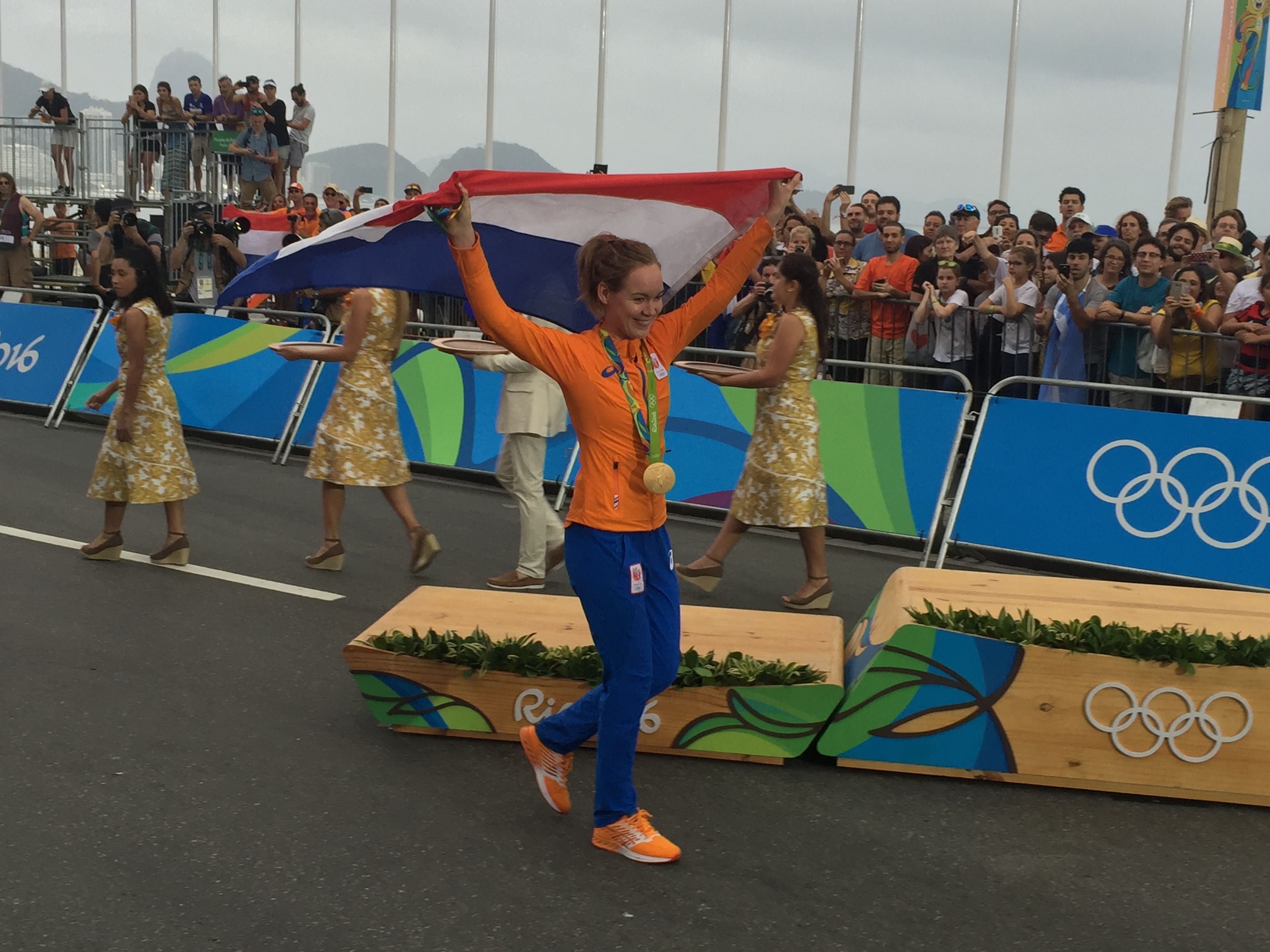
Анна ван дер Брегген під час церемонії нагородження переможниці олімпійської шосейної гонки в Ріо після завоювання золотої медалі.

Ван дер Брегген відкрила сезон 2016 року, посівши 5-те місце на Strade Bianche, 4-те на Ronde van Drenthe і 6-те на Trofeo Alfredo Binda в березні; , але до успішного захисту свого титулу на La Flèche Wallonne їй не вдавалося здобути перемогу.  Вона контратакувала Катажину Нєв'ядому на Côte de Cherave, за 10 кілометрів до фінішу, і на вершині за нею слідувало лише чотири велогонщиці. За 3 кілометри до фінішу вона знову відірвалася від Евелін Стівенс і вирвалася вперед на фінішній ділянці Mur de Huy, здобувши свою другу перемогу поспіль.
У липні вона фінішувала третьою в загальному заліку Giro Rosa. Вона була третьою в пролозі, але втратила час на гірських етапах в Доломітових Альпах. Вона повернулася на третє місце після другого місця в індивідуальній гонці з роздільним стартом на 7-му етапі та утримувала свою позицію на подіумі до самого фінішу.  Під час Джиро вона оголосила, що покидає команду Rabo-Liv і приєднується до команди Boels-Dolmans з сезону 2017 року.
7 серпня 2016 року Ван дер Брегген виграла золоту медаль у жіночій шосейній гонці на Олімпіаді в Ріо. На останньому підйомі, 9-кілометровому трасі Vista Chinesa, попереду залишилося п'ять гонщиць: Ван дер Брегген та її партнерка по команді Аннемік ван Влейтен, американка Мара Ебботт, італійка Еліза Лонго Боргіні та шведка Емма Юганссон. Ван Влейтен вистрибнула незадовго до вершини, і лише Ебботт змогла приєднатися до неї. На подальшому звивистому спуску ван Влейтен відірвалася від Ебботт і, здавалося, була на шляху до перемоги, коли за 10 кілометрів до фінішу врізалася в бетонну огорожу, і її потрібно було доставити в лікарню. Раптом здавалося, що Ебботт прямує до олімпійської слави, але за 500 метрів до фінішу її наздогнали три найближчі гонщиці. Ван дер Брегген обійшла Юганссон і Лонго Боргіні в спринті з трьох учасників на пляжі Копакабана та стала олімпійською чемпіонкою в шосейній гонці.  Після перемоги її перше запитання було про те, як справи у ван Влейтен. Через три дні вона виграла бронзову медаль в індивідуальній гонці на час, відставши від переможниці Крістін Армстронг на 11 секунд. Після олімпійського успіху,  24 серпня 2016 року вона була посвячена кавалери Ордена Оранж-Нассау. 25 серпня 2016 року її вшанували в її рідному місті Гассельт.
У середині вересня вона взяла участь у чемпіонаті Європи з шосе. Вона фінішувала другою в гонці на час після Еллен ван Дайк. У шосейній гонці вона слідувала за прискоренням Нєв'ядоми на фінальному підйомі разом з Лонго Боргіні, Альоною Амяліусік і Расою Лелейвіте. Ван дер Брегген здалеку почала спринт серед п'яти велосипедисток і стала першою в історії професійною чемпіонкою Європи з шосейних перегонів. На чемпіонаті світу в жовтні вона посіла невтішне 13-те місце в гонці на час і 87-те в шосейній гонці, сказавши журналістам, що у неї «більше немає сил після довгого сезону».

### 2017: Арденнський триптих і друга перемога на Джиро

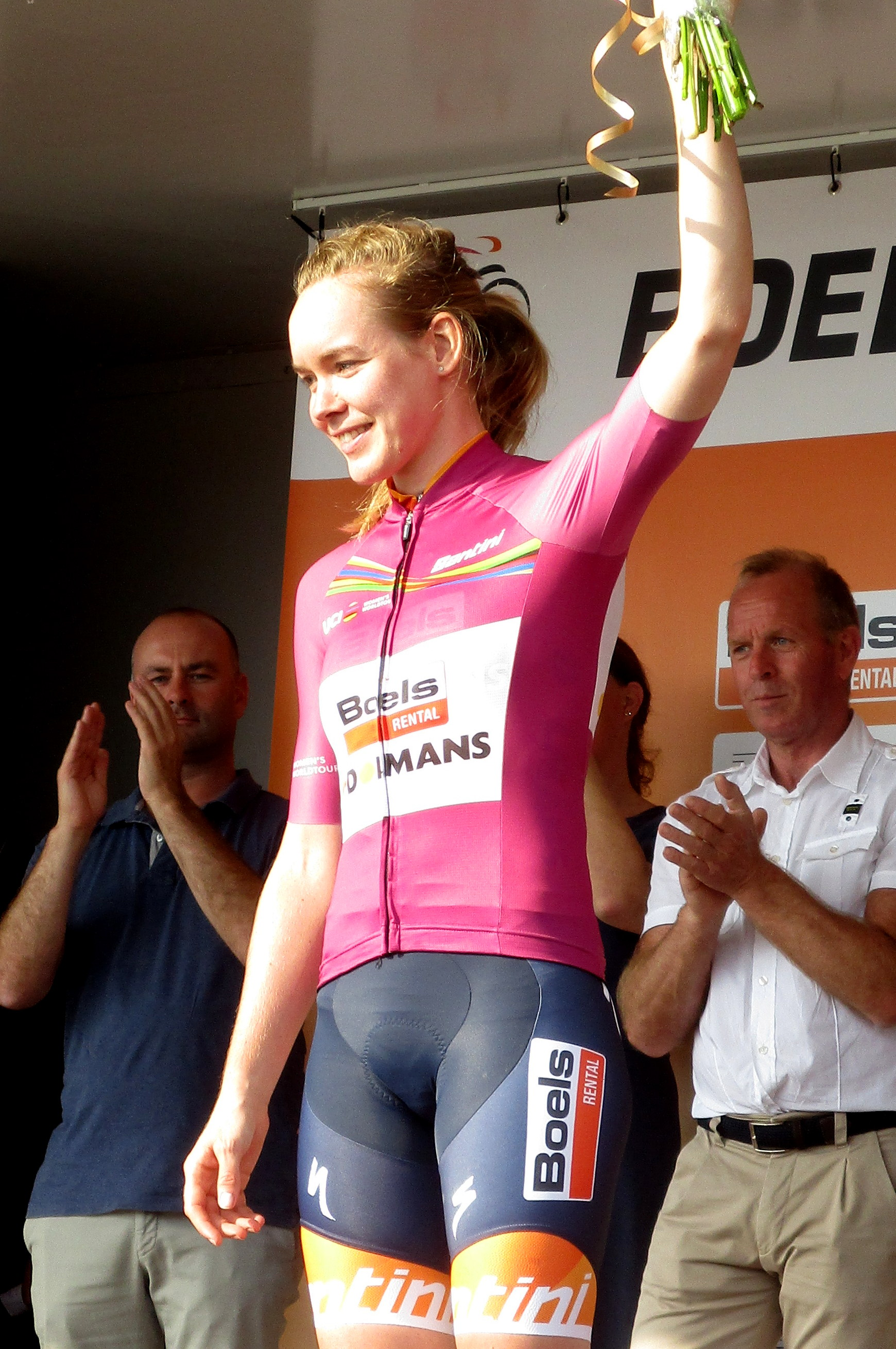
Загальна перемога у жіночому світовому турі 2017.

З 2017 року вона виступала за команду Boels Dolmans Cycling Team. У січні стартувала на гірському велосипеді у велогонці на Costa Blanca Bike Race, де разом з Марго Мошетті виграла всі етапи та фінальну класифікацію з 30-хвилинним відривом. У лютому вона також брала участь у Cyprus Sunshine Cup разом з Гунн-Рітою Дале-Флесьяа, Сабіною Шпіц і Ярославом Кулгавим. У квітні вона перемогла Еллен ван Дейк під час туру Groningen Healthy Aging Tour, який проходив у Гронінгені. Тижнем пізніше вона виграла перший заїзд відновленої гонки Amstel Gold Race. Наступної середи вона втретє виграла Flèche Wallonne а також виграла перший жіночий заїзд Льєж-Бастонь-Льєж, зробивши хет-трик у першому Арденнському триптиху для жінок. Її колега по команді Елізабет Дейньян фінішувала другою в усіх трьох змаганнях. Тижнем пізніше ситуація змінилася, оскільки вона допомогла Дейньян перемогти в Турі Йоркшира. У травні вона допомогла іншій своїй напарниці по команді Меган Гарньє виграти перший етап Туру Каліфорнії, а сама посіла друге місце. Вона також стала другою на другому етапі, після чого їй вдалося набрати достатньо бонусних секунд на останніх двох етапах у проміжних спринтах, щоб виграти у фінальній класифікації одну секунду. Завдяки цій перемозі їй також вдалося перехопити лідерство у Світовому турі у своєї співвітчизниці Аннемік ван Влеутен.
У липні Ван дер Брегген вдруге виграла Джиро. Вона виграла перший етап, командну гонку з роздільним стартом, разом зі своєю командою Boels Dolmans. На другому етапі вона їхала в рожевої майки лідера, яку потім так і не віддала. Примітно, що вона виграла класифікацію, не маючи жодної (індивідуальної) перемоги на етапах. Особливо запам'яталося те, що це був перший випадок, коли голландка і голландець (Том Дюмулен) виграли велику велогонку в одному році. Перемігши на Джиро, Ван дер Брегген також повернула собі лідерство у Світовому турі. У серпні вона виграла бронзу в гонці на час на чемпіонаті Європи в Гернінгу, Данія; на шосе її випередила Маріанна Вос. Через тиждень разом зі своєю командою Boels Dolmans, вона виграла командну гонку на час у Воргорді, Швеція.
У жіночому турі Boels Ladies Tour вона фінішувала четвертою як у пролозі, так і в гонці на час; обидві перемоги здобула Аннемік ван Влейтен. На передостанньому етапі до Ваальса вона атакувала у Війленербосі, і тільки ван Влейтен могла її наздогнати. Вони домовилися, що працюватимуть разом до самого фінішу: «Анна хотіла їхати зі мною лише в тому випадку, якщо вона виграє на етапі», — сказала Ван Влейтен. Посівши друге місце у фінальній класифікації, Ван дер Брегген забезпечила собі перемогу в загальному заліку Світового туру. На чемпіонаті світу в Бергені, Норвегія, вона не потрапила в переможці у всіх видах програми: у командних перегонах на час Бьолс Долманс поступилася Санвеб (Sunweb), в індивідуальних перегонах на час Ван Влейтен була на дванадцять секунд швидшою, а в шосейних перегонах її подруга по команді та співвітчизниця Шанталь Блаак поодинці завоювала райдужну майку. На гала-вечорі UCI 24 жовтня Ван дер Брегген була нагороджена як абсолютна переможниця Світового туру.

### 2018: королева класики та перша райдужна майка

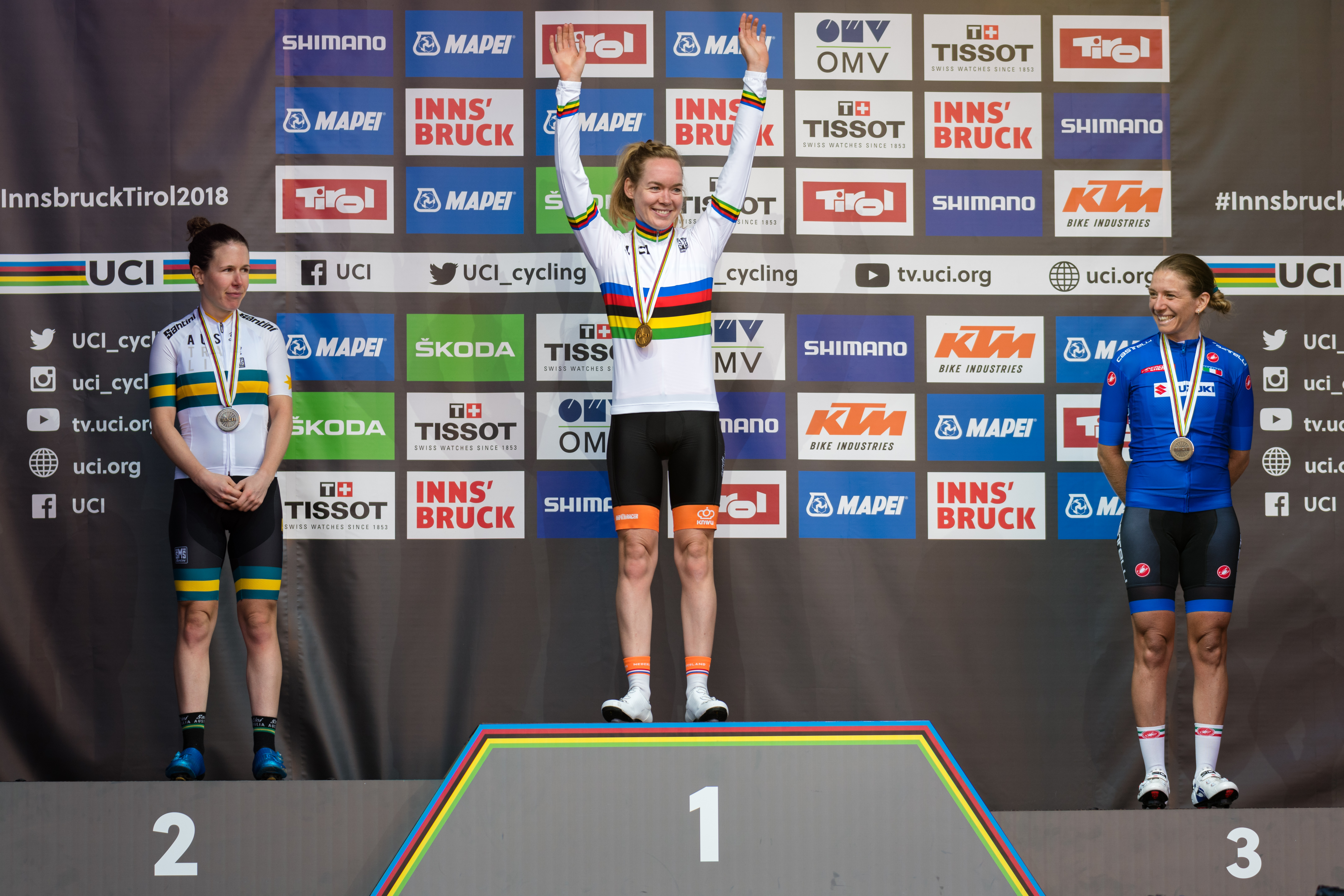
У райдужній майці в Інсбруку.

Взимку ван дер Брегген брала участь у кількох велокросових гонках протягом зими, в тому числі в Сурхюйстервені, і де цього разу проходив національний чемпіонат з велокросу. Вона фінішувала шостою, поступившись переможниці Люсінді Бранд. Як і минулого року, вона також активно виступала на гірському велосипеді; у лютому вона виграла Cyprus Sunshine Cup.
Свою першу шосейну гонку, Strade Bianche, вона виграла після соло під проливним дощем, що також зробило її лідером Світового туру. Місяць потому вона також виграла Тур Фландрії з довгим соло; вона стартувала за 25 кілометрів від фінішу, у тому самому місці, де пізніше того ж дня Нікі Терпстра розпочав своє переможне соло.
Наступного тижня вона виграла стартову гонку на час у Геренвені та командну гонку на час у Стадсканал, що дозволило їй посісти четверте місце у фінальній класифікації Туру здорового старіння, поступившись своїм товаришам по команді Пітерс, Блаак та Маджерус. Золота гонка Амстел дісталася іншому члену команди: чемпіон світу Блаак перемогла з відривом. У гонці Flèche Wallonne Ван дер Брегген вдалося здобути четверту перемогу поспіль. Цю перемогу вона присвятила своєму механіку, який двома днями раніше переніс серцевий напад і вийшов зі стану штучної коми перед самим стартом. Чотири дні потому їй також вдалося зберегти свій титул у гонкі Льєж-Бастонь-Льєж.
Після місячного відпочинку вона продовжила свою переможну ходу, вигравши іспано-баскську гонку Емакумен Сарія. На наступному етапі гонки Емакумен Біра вона фінішувала другою в гонці на час позаду Ван Влойтен, але зуміла виграти майку з очками. Під час чемпіонату Нідерландів у Берген-оп-Зом вона фінішувала восьмою в шосейній гонці та другою у гонці на час, відставши від Елен ван Дайк на шість секунд. 17 липня 2018 року Ван дер Брегген фінішувала другою в La Course. У фіналі в Ле-Гран-Борнан, після того, як вона їхала одна в лідерах протягом 15 кілометрів, її за кілька метрів до фінішу обігнала Аннемік ван Влейтен, яка виграла Джиро Роза двома днями раніше. Як чинна чемпіонка, Ван дер Брегген не брала участі в Джиро Роза, а замість цього поїхала на чемпіонат світу з маунтенбайку в італійському Валь-ді-Соле, де фінішувала на 30-му місці. Також після La Course, шукаючи ще один стимул, вона взяла участь у Національному чемпіонаті з гірського велосипеда. Тут вона фінішувала другою після Анни Терпстра.
У серпні на чемпіонаті Європи з велоспорту в Глазго ван дер Брегген очолила шосейну гонку разом з італійкою Елізою Лонго Боргіні. Однак через непорозуміння на останньому кілометрі їх наздогнав пелотон на чолі з голландською командою. Марта Бастіанеллі перемогла в спринті; Ван дер Брегген прийшла восьмою. Як і під час національного чемпіонату, вона посіла друге місце в гонці на час, знову після Ван Дейк, з відставанням лише у дві секунди. Пізніше того ж місяця вона виграла командну гонку на час у Вергорді разом з Боелс Долманс. У Boels Ladies Tour їй не вдалося перемогти, але вона була на подіумі в обох гонках на час і фінішувала третьою в загальному заліку. 25 вересня Ван дер Брегген знову стала другою (з відставанням у понад 28 секунд від Ван Влейтен на чемпіонаті світу з гонок на час в Інсбруку. Чотири дні потому, на тому ж чемпіонаті, вона вперше виграла титул чемпіонки світу на шосе, випередивши австралійку Аманду Спратт майже на чотири хвилини після 40-кілометрової одиночної гонки. У грудні її втретє визнали найкращою велогонщицею року.

### 2019: Успіх на дорогах і бездоріжжі
Ван дер Брегген розпочала свій сезон 2019 року відносно спокійно, зробивши свої перші два виступи на шосе навесні в Omloop Het Nieuwsblad та Strade Bianche: в останній гонці вона працювала в ролі помічниці напарниці по команді Анніки Лангвад, яка фінішувала другою. Зробивши кілька виступів у гірських велоперегонах попереднього року, у березні вона взяла участь у гонці з маунтенбайку Cape Epic разом з Лангвад: дует виграв гонку з різницею більше ніж у пів години. Згодом вона оголосила, що не буде захищати свій титул переможниці Туру Фландрії, щоб відновитися після навантажень на Cape Epic, зосередившись на Health Ageing Tour і Ardennes Classics пізніше у квітні. Вона виграла свою п'яту поспіль гонку Flèche Wallonne, здійснивши ривок за 200 метрів до фінішу на Mur de Huy, побивши рекорд Маріанни Вос за кількістю перемог на цій гонці та здобувши свою першу перемогу на шосе з часів чемпіонату світу 2018 року. У травні вона виграла загальний залік на Тур Каліфорнії, а також виграла перший етап після спроби атакувати на останньому підйомі того дня, щоб перетнути фінішну лінію наодинці.
Пізніше в тому ж році Ван дер Брегген виграла гонку GP de Plouay — Bretagne, здійснивши індивідуальну атаку за 10 кілометрів до фінішу. На чемпіонаті світу з шосейних перегонів у Йоркширі вона здобула дві срібні медалі: в індивідуальній гонці на час вона фінішувала позаду чемпіонки Хлої Дагерті і випередила Ван Влейтен,, а в шосейній гонці вона виступала в ролі лідера групи переслідування, намагаючись наздогнати свою напарницю по команді Ван Влейтен, яка за 104 кілометри (65 миль) до фінішу здійснила успішну індивідуальну атаку на довгій дистанції. Ван дер Брегген атакувала Аманду Спратт на останніх кілометрах дистанції, щоб завоювати срібло.

### 2020: третя перемога на Джиро та дубль на чемпіонаті світу
У 2020 році Ван дер Брегген досягла певного успіху на початку сезону на гонці Setmana Ciclista Valenciana в лютому: вона виграла другий етап гонки, здійснивши сольну атаку на фінальному підйомі, 8,3-кілометровому (5,2 милі) Альто де Тудонс, і захопила загальне лідерство в гонці, яке вона утримувала на двох інших етапах гонки. У травні вона оголосила, що завершить змагання наприкінці 2021 року після перенесених літніх Олімпійських ігор 2020 року, які мали відбутися влітку 2021 року через пандемію COVID-19.
Після відновлення гонок у липні вона фінішувала третьою в Emakumeen Nafarroako Klasikoa і другою в Durango-Durango Emakumeen Saria перед тим, як посіла четверте місце на Strade Bianche. У серпні вона вперше в кар'єрі виграла національний чемпіонат Нідерландів з шосейних перегонів: перед серединою дистанції вона разом з Анускою Костер наздогнала партнера по команді Ван дер Брегген Джіпа ван ден Боса, яка раніше відривалася від пелотону. Ван дер Брегген врешті-решт відірвалася від двох інших гонщиць попереду, в той час, як їх переслідувала група з трьох гонщиць у складі ван Влейтен, Вос та Емі Пітерс, яка так само розпалася, коли ван Влейтен відірвалася від двох інших гонщиць. Ван дер Брегген перетнула фінішну лінію більш ніж на хвилину попереду ван Влейтен, яка йшла другою. Незабаром після цього вона виграла золоту медаль в індивідуальній гонці з роздільним стартом на чемпіонаті Європи з шосе в Плуе, випередивши Ван Дейк на 30 секунд.
Наступного місяця Ван дер Брегген виграла Giro Rosa, ставши четвертою жінкою, яка виграла три перегони. Вона вийшла в лідери на передостанньому восьмому етапі, де її випередила Еліза Лонго Боргіні після того, як на фінальному підйомі вони відірвалися від решти лідируючої групи, відібравши рожеву майку у Катажини Нєв'ядоми, яка, своєю чергою, успадкувала її після того, як попередній лідер ван Влейтен зійшла з дистанції напередодні. Пізніше того ж місяця на чемпіонаті світу з шосейних гонок в Імолі ван дер Брегген вперше стала чемпіонкою світу з гонок на час, до цього вона здобула чотири срібні медалі в цій дисципліні: вона фінішувала попереду Марлен Ройсер і Ван Дейк після того, як чинна чемпіонка Дігерт зійшла з дистанції. Вона виграла другий титул чемпіонки світу в шосейних перегонах, пройшовши за прискоренням ван Влейтен і подолавши її за допомогою атаки на передостанньому підйомі Сіма Галлістерна за 40 кілометрів до фінішу, і здобувши перемогу з відривом в 1 хвилину 40 секунд від срібного та бронзового призерів ван Влейтен і Лонго Боргіні. Таким чином, вона стала другою в історії гонщицею, яка виграла світові титули в перегонах з роздільним стартом і в шосейних перегонах в один і той самий рік, після Жанні Лонго в 1995 році. Незабаром після чемпіонату світу Ван дер Брегген встановила новий рекорд за кількістю перемог у Flèche Wallonne, вигравши перегони вшосте, випередивши на одне очко Вос, Сесілі Уттруп Людвіг і Демі Воллерінг на останньому підйомі на Mur de Huy і здобувши перемогу.

### 2021: Четверта перемога на Джиро, завершення кар'єри
У 2021 році Ван дер Брегген виграла свою четверту велогонку Джиро Донне (Giro Donne), а також інші перегони, зокрема La Flèche Wallonne Féminine (у рекордний сьомий раз), Vuelta a Burgos Feminas і Omloop Het Nieuwsblad. Вона також вдруге виграла національний чемпіонат Нідерландів з триатлону на час. На Олімпійських іграх у Токіо 2020 року вона виграла бронзову медаль у гонці на час після чого завершила професійну кар'єру.

### Спортивний директор
Після завершення кар'єри Ван дер Брегген працює спортивним директором своєї останньої професійної команди — UCI Women's WorldTeam SD Worx.

## Нагороди
24 серпня 2016 року Ван дер Брегген була удостоєна звання кавалера ордена Оранж-Нассау заолімпійську перемогу в Ріо-де-Жанейро. У 2015, 2016, 2018 та 2020 роках вона була визнана найкращою велогонщицею року та отримала трофей Кіті ван Остен-Хаге. 25 серпня 2021 року перед початком першого етапу Simac Ladies Tour 2021 (який стартував у Зволле) її вшанували разом з Кірстен Вілд, яка також завершує кар'єру після 2021 року; Ван дер Брегген не брала участі, але була присутня під час пострілу стартового пістолета, і з рук мера Пітера Снейдерса отримала почесну медаль Зволле за всі свої досягнення і за те, що вона є прикладом для наслідування для молоді.

## Особисте життя
Ван дер Брегген живе в Гасселті, на північному сході Нідерландів, зі своїм чоловіком Серком Яном де Хааном, який є тренером команди UCI WorldTeam Visma-Lease a Bike.
Ван дер Брегген — християнка (Реформатська церква Нідерландів (Визволена). У березні 2018 року вона висловила свою підтримку партії Християнського Союзу в Звартеватерланді на муніципальних виборах.
За освітою медсестра, закінчила школу медсестер у 2012 році. Окрім велоспорту, вона грає на фортепіано, любить малювати і в'язати.

## Виступи на Олімпіадах
| Олімпіада           | Дисципліна              | Місце |
| ------------------- | ----------------------- | ----- |
| Ріо-де-Жанейро 2016 | групова шосейна гонка   | 1     |
| Ріо-де-Жанейро 2016 | роздільна шосейна гонка | 3     |
| Токіо 2020          | групова шосейна гонка   | 15    |
| Токіо 2020          | роздільна шосейна гонка | 3     |